# Huayna Capac
Huayna Capac ( em quechua : Wayna Qhapaq , jovem rei) foi o décimo-primeiro e penúltimo governante do Império Inca.

## Primeiros anos de vida
Estima-se que Huyna Cápac tenha nascido em Cusco, embora seja possível que tenha nascido em Tumipampa, (atual cidade de Cuenca, e capital do Chinchaysuyo). Filho de Tupac Yupanqui e da coya Mama Ocllo, nasceu durante as expedições de conquista realizadas por seu pai durante o reinado de Pachacuti . Durante sua infância e juventude foi chamado Tito Cusi Hualpa.
Devido às leis incas, Tupac Yupanqui tinha que ser reconhecido como auqui (príncipe) pelas panacas reais de Cusco para se tornar Sapa Inca. Para atender a este requisito essencial, que estava lutando pela conquista de Quito, retornou com a família real para Cusco. Quando Tupac Yupanqui chegou a Cusco com seu filho, Pachacuti veio recebe-los para conhecer o neto. E o menino causou tão boa impressão sobre o velho que este pediu a criança para comandar o exército Inca até a fortaleza de Sacsayhuaman , onde seriam feitas as cerimonias oficiais. O jovem príncipe Huayna Capac realizou tão bem a tarefa que Pachacuti fez dele seu favorito e cimentou a sua futura eminência como Inca.
Túpac Yupanqui teria nomeado como seu sucessor Capac Huari, mas finalmente se decidiu por Huayna Capac provocando a ira de Chuqui Ocllo, mãe de Capac Huari. Este fato parece para ter sido o gatilho que levou Chuqui Ocllo a envenenar Túpac Yupanqui. Ela declarou que Túpac Inca mudara de ideia quando estava morrendo e logo veio a falecer.
Ao saber deste fato, Huaman Achachi , um general leal a Túpac Yupanqui (e irmão deste) escondeu Huayna Capac e depois de muitos protestos Mama Ocllo (mãe de Huayna Capac) conseguiu provar o envenenamento levando Chuqui Ocllo e seus cúmplices a serem condenados a morte. Já o pequeno Capac Huari,  não teve penalização alguma por causa de sua inocência. No entanto, foi banido para um lugar remoto sob os cuidados de Huaman Achachi .
Huayna Capac, foi declarado o sucessor de Túpac Yupanqui, e devido a pouca idade seu tio Apo Huallpaya fora designado Regente até Huayna Capac atingir a idade adulta. Anos mais tarde Apo Huallpaya queria colocar seu filho no trono argumentando que Huayna Capac era incapaz para exercer a função, Huaman Achachi ao saber das intenções de Apo Huallpaya, que inclusive pretendia matar o jovem monarca, intercedeu para salvar a vida do sobrinho. Com isso Apo Huallpaya e seu filho foram condenados à morte por traição.

## Primogênito
Casando-se jovem com sua irmã Mama Cusirimay, o Supa Inca teve seu primeiro primogênito chamado Ninan Cuyochi em 1490  e em 1491 teve seu segundo filho Inti Cusi Hualpa (O Sol que traz felicidade) que ficou mais conhecido como Huascar. Alguns anos após, recrutou um grande exército e empreendeu uma campanha de conquista contra a Confederação Quitu-Cara na região de Quito, atual capital do Equador.

## Primeiros anos de reinado
Huayna Cápac tornou-se inca em 1493, quando tinha cerca de vinte e seis anos. De acordo com o cronista Pedro Cieza de Leon , o inca não se afastava de Cusco durante seus primeiros anos no cargo, a pedido de sua mãe. Como o transporte era feito a pé uma expedição poderia durar vários anos, então ele mandou seu tio Huaman Achachi para verificar como estava o Chinchaysuyo (território do Norte ou Território dos Chinchas) até Quito .
Mas durou pouco pois os Chachapoyas, haviam se rebelado aproveitando da morte de Tupac Inca. O Inca estava no funeral de sua mãe quando soube da revolta e ordenou marchar imediatamente para a região, mas no caminho passou por cidades historicamente ligados às origens do Império, como ossoras e os lucanas , onde foi muito bem recebido. Depois marchou para Jauja e Yauyos, descansando em Cajamarca onde se prepara para a longa luta .
Os primeiros confrontos foram favoráveis aos Chachapoyas, que fazem retroceder várias vezes o exército imperial. No entanto, a política de renovar as tropas deu seus frutos, uma vez que uma nova onda de guerreiros recém-chegados ao fronte, conseguiram esmagar o exausto, mas heroico  exército Chachapoya.
Ao voltar para Cusco, Huayna Cápac segue para extremo sul do Império (Tucuman , Argentina e as províncias de Contisuyo), em seguida, retorna a capital e faz uma rápida campanha para Cajamarca, atingindo a região de selva dos bracamoros (como chamavam uma confederação de grupos tribais indígenas amazônicos que habitavam a divisa entre o Peru e o Equador) , embora fosse repelido pelas condições naturais, geográficas e climáticas da região.
Refeito da expedição aos bracamoros , indo para a região dos paltas (indígenas da região de Loja no Equador), que mataram os embaixadores que seu pai tinha deixado. Ciente da chegada do Inca, enviou espiões disfarçados de lenhadores, no entanto, o ardil foi descoberto e os espiões receberam punição mais severa: eles acabaram mortos, enquanto alguns voltaram com narizes ou orelhas cortadas e os olhos furados. Os Paltas, então se rendem. 
Finalmente Huayna Cápac chega a Quito, onde se casaria com a princesa Paccha Duchicela, chamada Shiri XVI, com quem teve um filho chamado Atahualpa (1502) e em seguida, faz a viagem de volta a Cusco.
De Quito, prosseguiu com sua campanha conquistadora sobre Chacma, Pacasmayu, Zaña, Collque, Cintu, Tucmi, Sayanca, Mutupi, Pichiu e Sullana, que uma por uma caíram sob o seu poder sendo anexadas ao Império Inca.
Fortaleceu o Chinchaysuyo , reconstruindo sua capital Tumipampa, mas continuou a residir em Quito.
Depois disto, permaneceu em Quito por mais dois anos até quanto vieram-lhe novas tropas de Cusco, com as quais prosseguiu a conquista dos povos de Túmpis, Chumana, Chintut, Collonche, Yácuall, mantendo-se aquartelado em Sullana.
Huayna Cápac morreu de uma epidemia que afetou o Peru. Ele era temido por seus inimigos e querido por seus súditos, e foi o último inca que durante seu reinado não teve seu governo questionado. Ele tentou estabelecer o culto a apenas um deus no Peru, em detrimento dos outros huacas.
Antes de morrer, dividiu o reino entre seus dois filhos Huascar e Atahualpa. Mas os meio-irmãos logo iniciaram uma disputa pelo trono; Atahualpa alegando ser o herdeiro e Huascar alegando ser o filho da esposa legítima.
| Precedido por Túpac Yupanqui | 11º Cápac Inca Dinastia Hanan Cusco (1493 - 1525) | Sucedido por Huáscar |
| Precedido por Túpac Yupanqui | 3º Inca do Tawantinsuyu (1493 - 1525)             | Sucedido por Huáscar |